# Flat Creek (Snake River)
Der Flat Creek ist ein etwa 62 km langer, linker Nebenfluss des Snake River im Westen des US-Bundesstaates Wyoming. Er ist der bedeutendste Fluss innerhalb des National Elk Refuge und entwässert Teile der Gros Ventre Range östlich von Jackson.

## Verlauf
Der Flat Creek entspringt nordöstlich des Cache Peak in der westlichen Gros Ventre Range im südlichen Teton County auf einer Höhe von etwa 2990 m. Von dort fließt er zunächst in nordöstliche Richtung durch die Gros Ventre Wilderness des Bridger-Teton National Forest, bevor er sich westlich des Sheep Mountain nach Nordwesten wendet. Er durchfließt einen namenlosen See und erreicht bei Eintritt in den südlichen Teil des Tals Jackson Hole das National Elk Refuge, durch das er in stark mäandrierendem Verlauf zunächst nach Westen, dann nach Südwesten fließt. Der Flat Creek durchfließt zahlreiche Feuchtgebiete, passiert die Jackson National Fish Hatchery und erreicht die Kleinstadt Jackson. Der Fluss durchfließt den westlichen Teil der Stadt, unterquert dreimal den als Hauptstraße verlaufenden U.S. Highway 26/89/191 und fließt im folgenden Verlauf westlich der Gros Ventre Range nach Süden. Auf seinen letzten Kilometern mäandriert der Flat Creek parallel zum Snake River nach Südosten, durchfließt die Orte Rafter J Ranch und South Park und unterquert erneut den U.S. Highway, bevor er nach Einmündung des Game Creek im südlichsten Teil von Jackson Hole auf einer Höhe von 1815 m in den hier nach Südosten fließenden Snake River mündet. Der Flat Creek Trail folgt dem Flussverlauf an dessen Oberlauf in der Gros Ventre Wilderness.

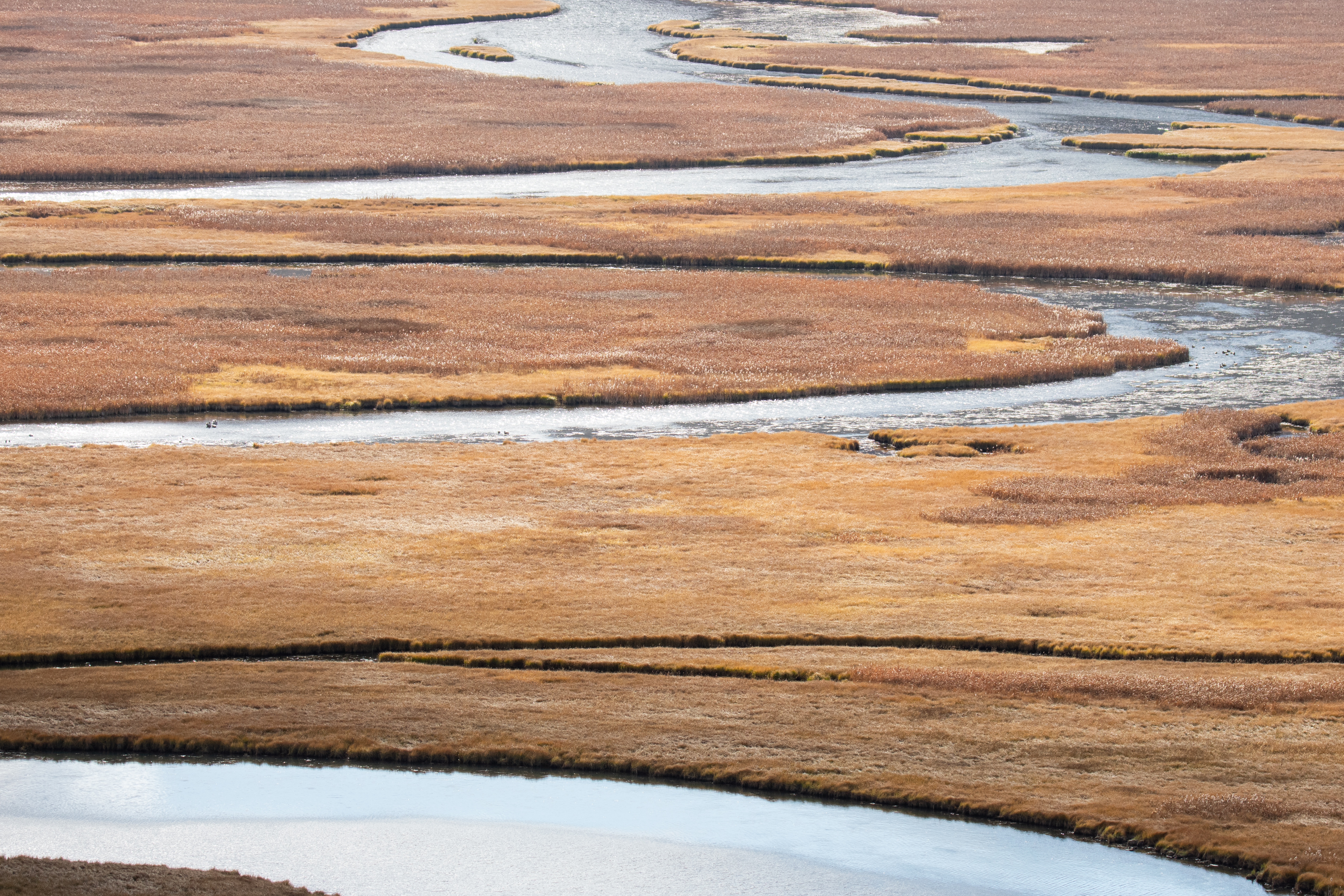
Mäander des Flat Creek in Jackson Hole
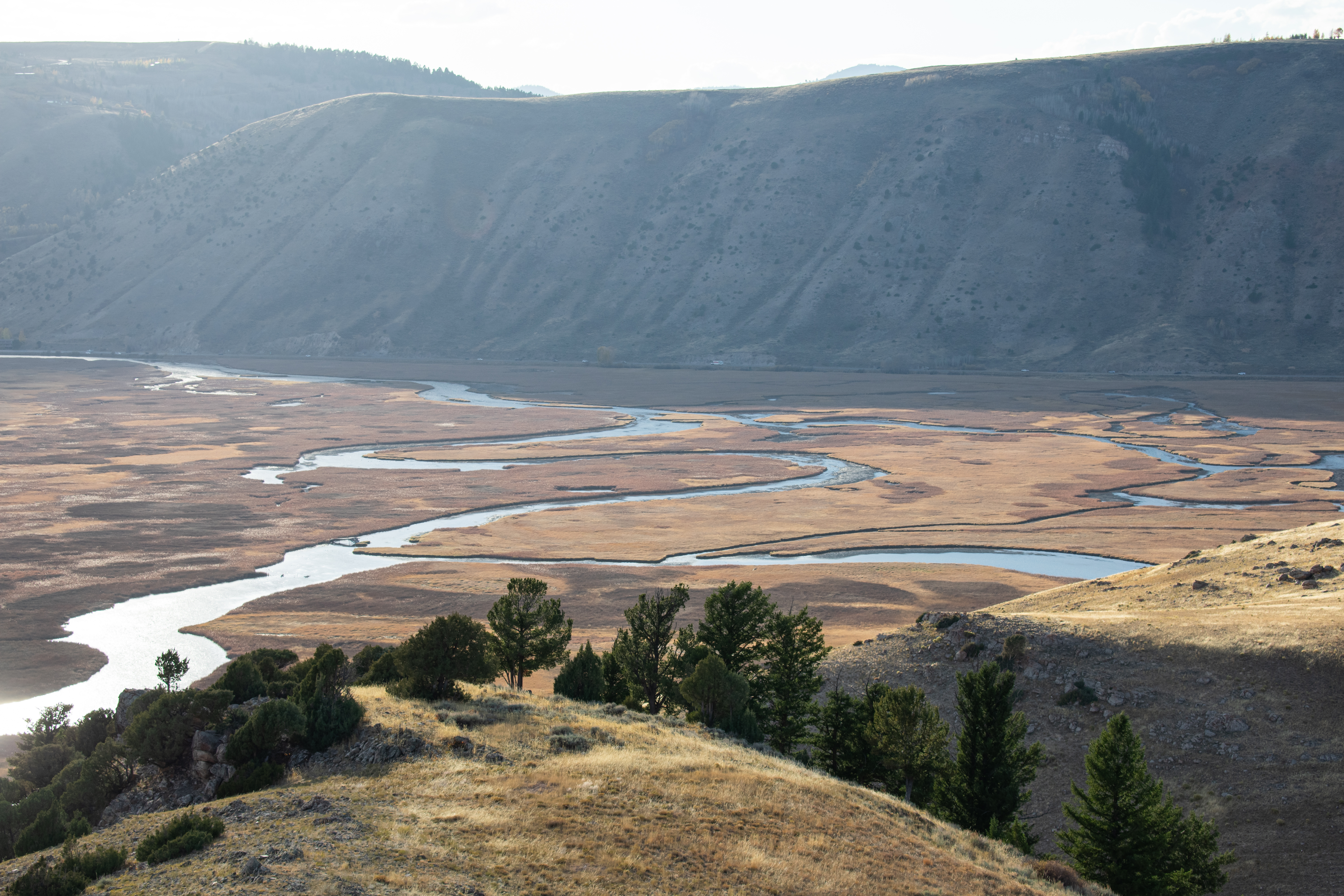
Blick von der Miller Butte auf den Flat Creek
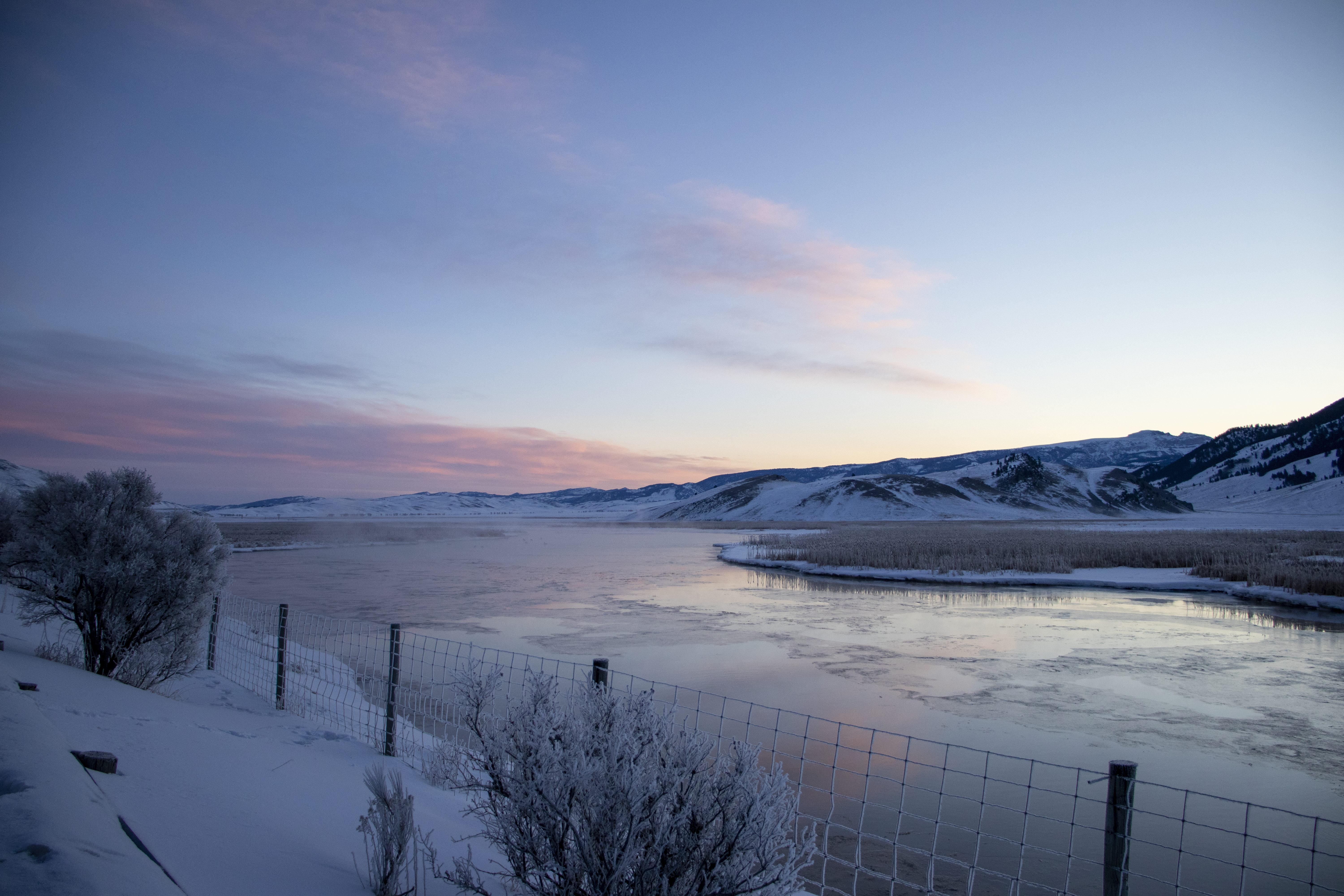
Sonnenaufgang über dem Flat Creek
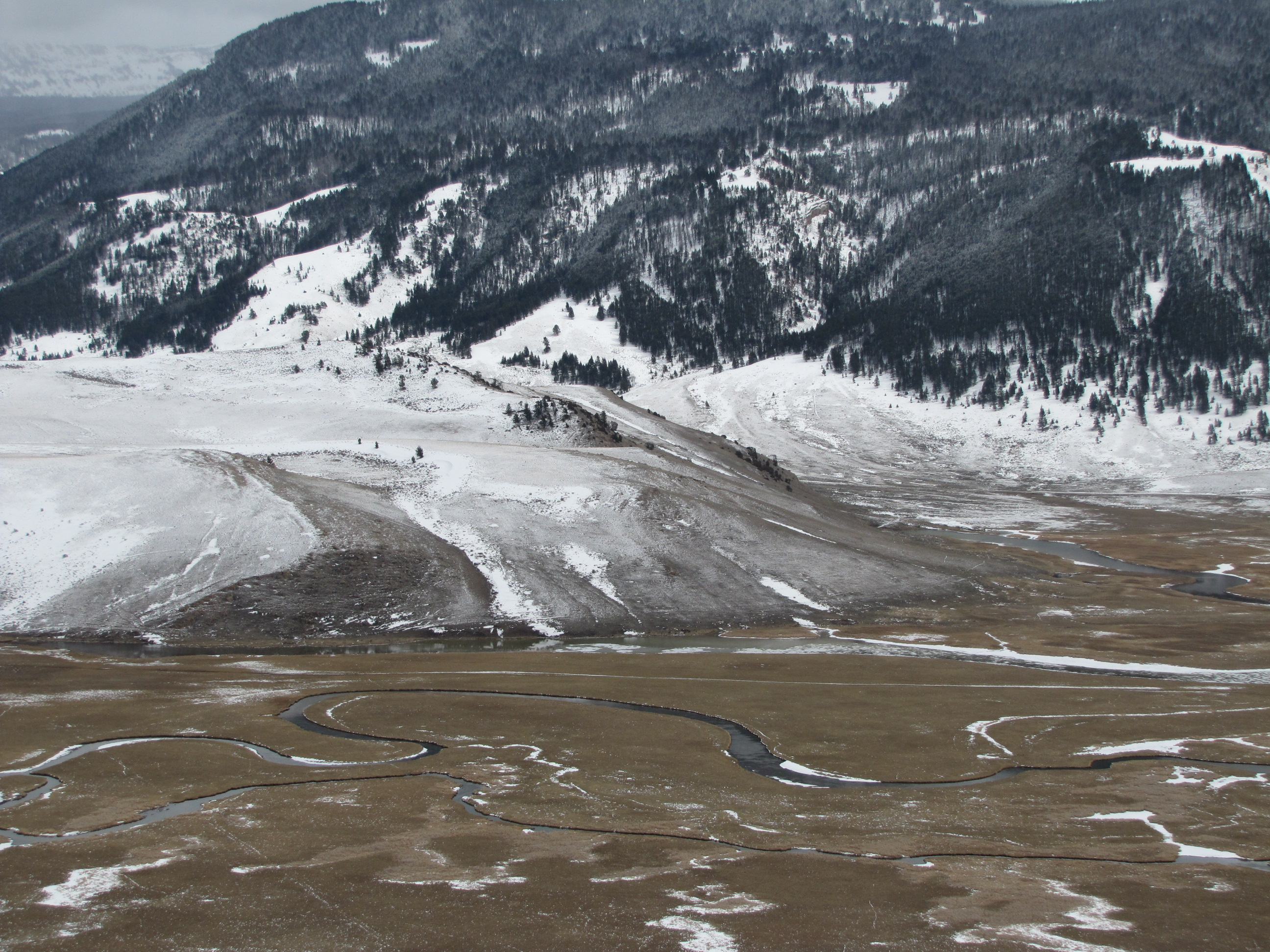
Blick auf den Flat Creek im National Elk Refuge

## Hydrologie
Der Flat Creek ist als Nebenfluss des Snake River Teil des Einzugsgebietes des Columbia Rivers, der in den Pazifischen Ozean entwässert. Das Einzugsgebiet des Flat Creek umfasst ein Areal von etwa 400 km² und grenzt an die Einzugsgebiete von Gros Ventre River im Norden, Crystal Creek im Osten, Granite Creek im Süden sowie Spring Creek im Westen. Der mittlere Abfluss (MQ) am Pegel in Jackson, 13 km oberhalb der Mündung, beträgt 2,43 m³/s, die größten Abflüsse finden sich in den Monaten Mai, Juni und Juli.

## Belege
1. 1 2 3  
Flat Creek (Snake River). In: Geographic Names Information System. United States Geological Survey, United States Department of the Interior (englisch).
2. ↑  USGS 13018350 FLAT CREEK BELOW CACHE CREEK, NEAR JACKSON, WY. Abgerufen am 23. Juni 2025.